# Garcinia microphylla
Garcinia microphylla är en tvåhjärtbladig växtart som beskrevs av Merrill. Garcinia microphylla ingår i släktet Garcinia och familjen Clusiaceae. Inga underarter finns listade i Catalogue of Life.